# Lerkenfeld Å
Lerkenfeld Å är ett 38 km långt vattendrag i Danmark. Det ligger i den nordvästra delen av landet, 230 km nordväst om Köpenhamn. Ån har sin källa cirka 1 km väster om Mejlby och den mynnar ut i Limfjorden vid Louns Bredning. 
Den översta delen av ån är reglerad och dess vatten används i flera fiskodlingar. Nedersta delen av ådalen ingår i Natura 2000 området "Lovns Bredning, Hjarbæk Fjord og Skals Ådal".
Inlandsklimat råder i trakten med en årsmedeltemperatur på  6 °C. Den varmaste månaden är juli, då medeltemperaturen är 16 °C, och den kallaste är januari, med −4 °C.